# Antonio Gades

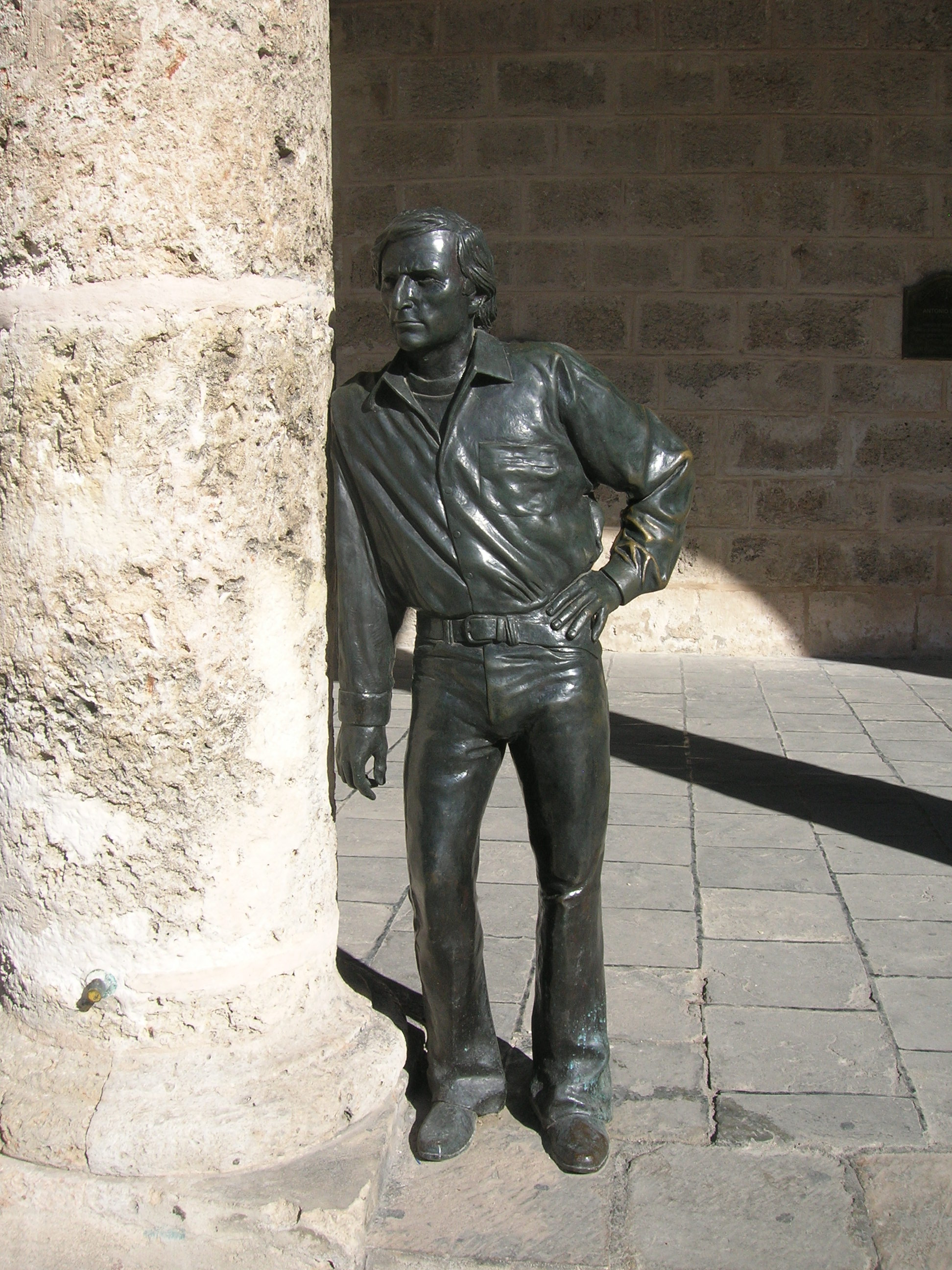
Statue in Havanna

Antonio Gades, eigentlich Antonio Esteve Ródenas, (* 16. November 1936 in Elda, Alicante; † 20. Juli 2004 in Madrid) war ein spanischer Tänzer, Choreograf und Ballettdirektor. Er verband künstlerisches Engagement mit dem politischen.
Er modernisierte den folkloristischen Flamenco und etablierte ihn durch seine Neuinterpretation als eine Form des Theaterballetts. Antonio Gades schuf mit seinen Choreografien Bodas de Sangre, Carmen, Fuego und  vor allem Fuenteovejuna Werke von internationalem Rang, die noch heute zum Repertoire der renommierten Ballett-Kompanien gehören. Mit seinem Ensemble Compañía Antonio Gades trat er an allen großen Tanztheatern der Welt auf und feierte mit seinen Aufführungen internationale Erfolge.
Antonio Gades wurde durch seine Zusammenarbeit mit dem spanischen Regisseur Carlos Saura bei dessen Filmen Bluthochzeit, Carmen und Liebeszauber einem breiten, auch ballettfernen Publikum bekannt.

## Leben

### Kindheit
Antonio Esteve Ródenas wurde in der Stadt Elda im Südosten Spaniens geboren. Sein Vater war Maurer, die Mutter arbeitete in einer Schuhfabrik. Als überzeugter Kommunist verließ sein Vater die Familie schon vor der Geburt seines Sohnes, um auf Seiten der Republikaner im Spanischen Bürgerkrieg zu kämpfen. Wieder vereint, siedelte die Familie nach Madrid über und lebte dort in einfachsten Verhältnissen in einer Zwei-Zimmer-Wohnung. Der Vater arbeitete dort als Hausmeister und war häufig krank, durch die Geburt eines weiteren Sohnes verschärfte sich die finanzielle Situation der Familie. Antonio verließ mit elf Jahren die Schule, um mitzuverdienen. Er arbeitete unter anderem als Botenjunge für einen Obsthändler und einen Gesellschaftsfotografen. Er lernte nebenbei das fotografische Handwerk und nahm mit 15 Jahren eine Stelle im Fotolabor der Madrider Tageszeitung ABC an.
Später erläuterte Antonio Esteve Ródenas alias Antonio Gades, dass die Zeiten sehr schwer waren und ein sozialer Aufstieg ohne entsprechende Schulbildung nur über „Boxen, Stierkampf oder Tanzen“ möglich gewesen sei. Er war ehrgeizig und versuchte sich in allen Disziplinen. Da er aber eine besondere Begabung für den Tanz hatte, wählte er schließlich diese Option, „weder aus Berufung noch aus brennender Liebe zum Tanz, sondern aus Hunger“.

### Ausbildung
Mit einem Teil seines erarbeiteten Geldes finanzierte Antonio Gades seinen ersten Tanzunterricht in einer privaten Schule. Er schloss sich nach nur wenigen Monaten einer Tanzgruppe an und ging mit ihr auf Tournee. Dadurch lernte er die Tänzerin Pilar López kennen, die ihn 1952 in ihre renommierte Ballettkompanie Ballet Espanol de Pilar Lopez aufnahm. In der international erfolgreichen Gruppe studierte Antonio Gades klassischen Tanz, Flamenco und die Verbindung beider Stilrichtungen. López’ Einfluss prägte Antonio Gades nicht nur tänzerisch, sie kreierte auch seinen Künstlernamen, der der Stadt Cádiz in Andalusien nachempfunden ist.

## Karriere

### Jahre von 1952 bis 1968
Antonio Gades wurde dort nach nur einem Jahr Erster Solotänzer (primer bailarín) der Ballettkompanie. Erfolgreiche Tourneen führten ihn in den nächsten Jahren an alle großen Tanztheater der Welt.
Im Jahr 1961 verließ er nach neun Jahren die Truppe von Pilar López, um sich neuen künstlerischen Herausforderungen zu stellen. Er ging nach Rom, um mit Anton Dolin am Teatro dell’Opera di Roma das Stück Boléro zu choreografieren. Nach einem Frankreichaufenthalt ließ er sich 1963 wieder in Madrid nieder, um seine erste eigene Tanzkompanie zu gründen. Daneben wirkte er in ersten Filmen mit. Im Jahr 1964 gelang Antonio Gades auf der Weltausstellung in New York mit seiner eigenen Kompanie der künstlerische Durchbruch.
Im darauffolgenden Jahr inszenierte er Don Juan, seine erste Choreografie, am Teatro de la Zarzuela. Seine von franquistischen Kulturzensoren  als Provokation empfundene Interpretation des Don-Juan-Themas rief gemischte Publikumsreaktionen hervor. Finanziell war die Aufführung ein Desaster, die Kompanie war wirtschaftlich ruiniert.
In den nächsten zwei Jahren wirkte er in weiteren Filmen mit, die alle große Erfolge waren und internationale Beachtung durch Nominierungen für den Oscar oder für die Goldene Palme fanden, wie El amor brujo (1967) von Francisco Rovira Beleta. Er erhielt Engagements an die großen Bühnen der Welt, unter anderem tanzte er an der Mailänder Scala mit Carla Fracci und Rudolf Nurejew. Antonio Gades’ tänzerische Leistung wurde dabei von Nurejew übertrumpft, doch man sagt, er habe später selbstbewusst erklärt, dass er „der beste lebende Tänzer“ sei. Nurejew hörte davon und quittierte dies anerkennend mit den Worten: „Willkommen im Club.“

### Jahre von 1969 bis 1990
Im Jahr 1969 choreografierte Antonio Gades das Ballett El amor brujo von Manuel de Falla am Chicago Opera Theater. Die Aufführung wurde ein großer Erfolg und seine Kompanie ging mit dem Stück auf Welttournee. Antonio Gades engagierte im selben Jahr Cristina Hoyos als Erste Tänzerin und sie begleitete die Compañía Antonio Gades für die nächsten 19 Jahre.
Im Jahr 1974 inszenierte er am Teatro Olimpico in Rom Bluthochzeit (Bodas de sangre) von Federico García Lorca. Eine Hommage an den spanischen Schriftsteller, der Antonio Gades dazu inspirierte, die durch die „gewöhnlichen touristische Darbietungen“, welche staatlich gefordert wurden, „die fast nicht mehr existierende Flamenco Kultur zu beleben“. Das Stück wurde ein überragender Erfolg und begründete Antonio Gades’ internationalen Ruf als Choreograf. Bodas de sangre wurde 1981 von Carlos Saura verfilmt, die Choreografie von 1974 gilt aber als Meilenstein des spanischen Tanzes. Der „traditionelle spanische Tanz“ wurde somit „durch die Verschmelzung von klassischem Ballett und Flamenco“ zum „großen Ballett“.
Im Herbst 1975 wurden in Spanien Todesurteile gegen fünf junge Guerillas ausgesprochen und vollzogen. Antonio Gades löste als Reaktion und aus Protest gegen das Franco-Regime Ende des Jahres 1975 seine Tanzkompanie auf und zog sich als Privatier in die spanische Küstenstadt Altea zurück. Im März 1977 übersiedelte er nach Kuba, um dort mit der Tänzerin Alicia Alonso, die ihn drängte, das Tanzen nicht aufzugeben, Ad Libitum und Giselle einzustudieren. Giselle wurde mit großem Erfolg an der Metropolitan Opera in New York aufgeführt.
Im April 1979 kehrte Antonio Gades nach Spanien zurück, da er 1978 zum ersten Direktor des neu gegründeten Ballet Nacional de España berufen wurde. Er baute das Ballett auf und schuf eine spanische Tanzkultur, die die verschiedenen spanischen Tanztraditionen auf höchstem Niveau verschmolz. Das Ballett war mit seinen Aufführungen erfolgreich und wurde mit Preisen ausgezeichnet, doch bereits im März 1980 wurde er, da er mit dem verantwortlichen Kulturministerium keine Einigung bezüglich der künstlerischen und ideellen Ausrichtung des Balletts erzielen konnte, unter dem Vorwand einer notwendigen strukturellen Änderung vom amtierenden Kulturminister Ricardo De la Cierva, einem Parteigänger Francos, entlassen.

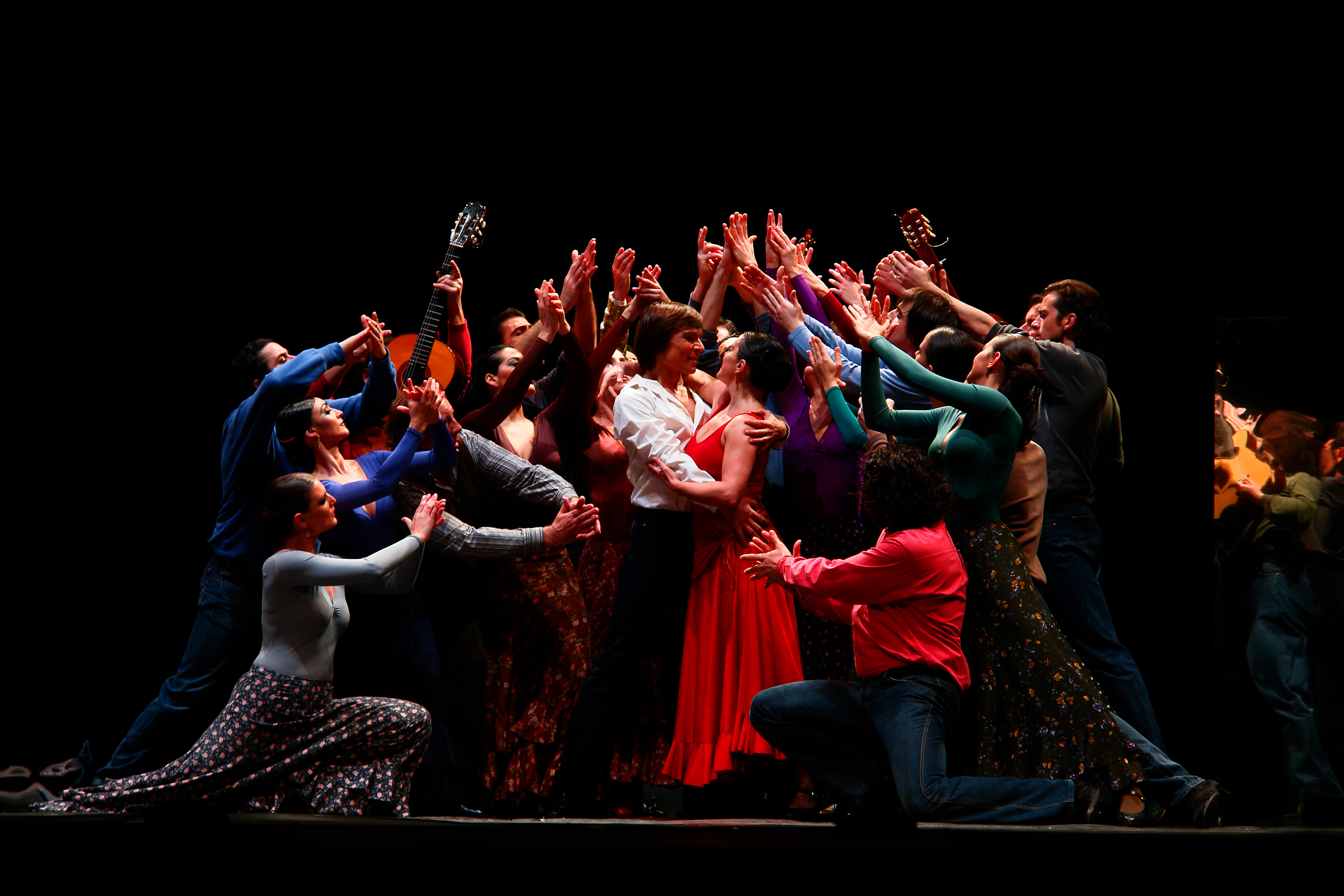
Die Compagnie Antonio Gadès bei einer Aufführung im Februar 2008 im Centre international de Deauville.

Antonio Gades gründete nun eine unabhängige Gruppe von Tanzkünstlern (Grupo Independiente de Artistas de la Danza, kurz giad) und begann gleichzeitig eine Zusammenarbeit mit dem spanischen Filmregisseur Carlos Saura.
Saura, der Proben des spanischen Nationalballetts gesehen hatte, entwickelte aus seinen Eindrücken die Idee für einen Tanzfilm, „um zu zeigen, wie so eine Aufführung erarbeitet wird, wie es anfängt, wie sich die Tänzer aufwärmen, wie sie sich fertigmachen, wie die Bewegungsabläufe aufgebaut sind“. In den nächsten Jahren entstanden unter der Regie Sauras Bluthochzeit (1981), Carmen (1983) und Liebeszauber (1986) mit Antonio Gades in den Hauptrollen. Besonders erfolgreich wurde der Film Carmen, der zahlreiche Auszeichnungen erhielt. Die Filmserie machte Antonio Gades einem internationalen Publikum bekannt.
Im Jahr 1983 inszenierte er Carmen, dessen Uraufführung am Théâtre de Paris stattfand. Der Erfolg war überwältigend. 1989 folgte die Uraufführung seiner Ballettinszenierung Fuego, eine Neuinterpretation von El amor brujo, zu Deutsch Liebeszauber, am Théâtre du Châtelet in Paris. Antonio Esteve Ródenas alias Antonio Gades befand sich damit auf dem Höhepunkt seiner Karriere.

### Jahre von 1991 bis 1993
Antonio Gades benötigte eine künstlerische Pause. Die viele Arbeit der letzten Jahre und auch die Verantwortung für seine Ensemblemitglieder hatten ihn erschöpft.
Er zog sich im Dezember 1991 aus allen Verpflichtungen zurück und startete mit seiner dritten Ehefrau, der Schweizerin Daniela Frey, im Januar 1992 mit einem Boot von Ibiza aus zu einer Atlantiküberquerung nach Havanna.

### Jahre von 1994 bis 2004
Im Jahr 1994 gründete er erneut eine Compañía Antonio Gades, mit 36 Mitgliedern sein bisher größtes Ensemble, das er paritätisch mit erfahrenen und jungen Tänzern besetzte.
Ihm gelang mit seiner letzten Inszenierung Fuenteovejuna, deren Uraufführung im Dezember 1994 am Teatro Carlo Felice in Genua stattfand, nochmals eine Sensation. Basierend auf der Dichtung Das berühmte Drama von Fuente Ovejuna von Lope de Vega „um den Aufstand eines Dorfes gegen feudalen Machtmißbrauch“ choreografierte er „ein bis ins letzte Detail ungeheuer präzises, sich mal temperamentvoll und stark folkloristisch, mal sehr subtil und sogar mit Ballettfiguren entrollendes Glanzstück einer Ensembleleistung. Antonio Gades schickt es durch Bewegungsmuster, die so kompliziert herzustellen sind wie feinste Spitze. Dann wieder malt der Regisseur Stilleben für Augenblicke.“ „Das „tanzpoetische Meisterwerk“ […] ist zugleich das leidenschaftliche Bekenntnis zu Gerechtigkeit und Menschenwürde und eine Ermutigung, sich gegen Tyrannei solidarisch zur Wehr zu setzen.“ Antonio Gades erläuterte: „Alles, was ich im Laufe der Jahre an Kraft, Erfahrung und künstlerischem Geist gesammelt habe, ist in diesem Werk zusammengeflossen.“
In den folgenden Jahren gastierte er mit seiner Kompanie an allen bedeutenden Theaterhäusern der Welt und zeigte noch mit 60 Jahren sein tänzerisches Können auf der Bühne. Er zog sich 1996 von der Bühne zurück löste 1999 die Compañía Antonio Gades auf, unterstützte und begleitete aber das spanische Nationalballett weiterhin auf seinen Tourneen.
Im November 2003, Antonio Gades war an Krebs erkrankt, verwirklichte er sich nochmals den Traum einer erneuten Atlantiküberquerung mit einem Segelboot. Ziel war wie zuvor Havanna. Am 20. Juli 2004 erlag er in Madrid seinem Krebsleiden. Seine Asche wurde am Mausoleo del II Frente Oriental „Frank País“ im kubanischen Municipio Segundo Frente beigesetzt. Auf der Plaza de la Catedral in der Altstadt Havannas steht eine lebensgroße Statue von Antonio Gades, die wie zufällig an einer Hausmauer lehnt. Antonio Gades hinterließ fünf Kinder.
Antonio Gades hatte wenige Monate vor seinem Tod die Antonio Gades Stiftung gegründet. Die Zielstellung der Institution ist es, sein schöpferisches Vermächtnis zu wahren, sein künstlerisches Erbe zu verwalten und der Welt spanischen Tanz zu vermitteln und zu lehren. Die Stiftung wird von seiner vierten Frau Eugenia Eiriz geleitet.

## Politische Aktivitäten
Aus einem kommunistischen Elternhaus stammend gehörte Antonio Esteva Ródenas alias Antonio Gades in den 1970er Jahren zur politischen Opposition gegen das Franco-Regime. Er verstand sich als Marxist und Anhänger der katalanischen Unabhängigkeitsbewegung. 1979 kandidierte er bei den Kommunalwahlen in Alicante für den Bloc d'Esquerra d'Alliberament Nacional (BEAN).
Später wurde er Mitglied des Partido Comunista de los Pueblos de España (PCPE), einer Abspaltung des Kommunistischen Partei Spaniens. Dem Zentralkomitee dieser kleinen Linkspartei gehörte er bis zu seinem Tod an. Darüber hinaus war er langjähriges Mitglied der Kommunistischen Partei Kubas. Kuba war für ihn seit der Kubanischen Revolution politische Heimat, und er fühlte sich Fidel Castro, dem Paten seiner Kinder aus zweiter Ehe, verbunden.

## Antonio Gades’ Wirkung
Sein „Charisma, seine Technik, vor allem aber die Art und Weise, wie er den Flamenco in Geschichten einzubinden wusste und ihn gleichzeitig entschlackte, machten ihn zum Erneuerer und wichtigsten Vertreter des spanischen Tanzes in der zweiten Hälfte des 20. Jahrhunderts.“ „Mit Eleganz, stimmiger Arroganz und maskulinem Ausdruck […] integrierte er Bulerías, Farrucas und Alegrías in seine dramatisch-theatralischen Choreografien und brachte sie auf die großen Bühnen“ […].
Er gab „dem Flamenco“ durch den „Abschied von Spitzen und Rüschen“ und einer „Hinwendung zur Nüchternheit“ seine „Würde“ zurück. „Der spanischste aller Tänze wurde von Gades mit […] Seitenblicken auf die Dramatiker und Dichter seines Landes aus der Folklore-Ecke befreit, ohne dass dabei auch nur ein Funken Leidenschaft verloren ging.“
Antonio Gades, der „für seinen reinen, schlichten und leidenschaftlichen Tanzstil bekannt war, hat die Geschichte des spanischen Tanzes geprägt“. Er schuf eine „universelle“ Kunstform, indem er „einfache Volkstänze zu wahren choreographischen Theaterballetts“ wandelte. Sein Werk ist „Inspirationsquelle für jüngere Tanzgenerationen“.
Zum 75. Geburtstag von Antonio Gades wurde seine choreografische Interpretation der Oper „Carmen“ 2011 im Teatro Real de Madrid aufgezeichnet. Bei dieser Film-Produktion der Stiftung Fundación Antonio Gades trugen der spanische Filmregisseur Carlos Saura für Buch, Choreografie und Lichtkonzept zusammen mit Antonio Gades die künstlerische Verantwortung. Das über 2 Stunden dauernde Werk ist auf dem Kabelkanal Mezzo zu sehen.

## Choreografien (Auswahl)
- 1965: Don Juan
- 1974: Bodas de Sangre
- 1983: Carmen
- 1989: Fuego
- 1994: Fuenteovejuna

Antonio Gades erarbeitete eine Vielzahl von weiteren Werken, die unterteilt in Spanish Suite 1963–1974 und Flamenco Suite 1963–1983 auf der Website der Antonio Gades Stiftung gelistet sind.

## Filmografie (Auswahl)
- 1963: Los Tarantos
- 1964: Drei Mädchen in Madrid (The Pleasure Seekers)
- 1966: Con el viento solano
- 1967: El amor brujo
- 1967: Último encuentro
- 1981: Bluthochzeit (Bodas de sangre)
- 1983: Carmen
- 1986: Liebeszauber (El amor brujo)

## Preise und Auszeichnungen
Antonio Gades hat für sein Schaffen alle wichtigen Auszeichnungen und Preise erhalten. Besonders hervorzuheben ist der Spanische Nationalpreis, den er 1988 als erster Tänzer in der Geschichte Spaniens erhielt, und der José-Martí-Orden, die höchste Auszeichnung Kubas, die ihm Fidel Castro 2004 verlieh. Im Einzelnen folgende Auszeichnungen:
- 1964/65 – Medaille für touristische Verdienste von der New Yorker Weltausstellung

- 1965/66 – Preis des Theaters Vicente Escudero, Valladolid
- 1966 – Preis Dionysos und Pallas Athenea, Paris
- 1969/70 – Nationaler Theaterpreis für das beste Ballett, Spanisches Ministerium für Kultur
- 1971/72 – Nationaler Theaterpreis für das beste Ballett, Spanisches Ministerium für Kultur
- 1975 – Festival-Trophäe von Spanien
- 1979 – Nationaler Theaterpreis für Interpretation und Choreographie, Spanisches Ministerium für Kultur
- 1979 – Limón Award der Pressevereinigung Spaniens
- 1988 – Nationaler Tanzpreis, Spanisches Ministerium für Kultur
- 1998 – Max-Preis für den besten Choreographen für Fuenteovejuna
- 1998 – Max-Preis für beste Tänzer für Carmen Mayo
- 1998 – Preis Compás del cante (sozusagen der Nobelpreis für Flamenco[40]), Sevilla
- 2001 – Nationalpreis bei der Maestría Flamenca vom Lehrstuhl für Flamenco-Wissenschaften in Jerez
- 2002 – Preis Calle de Alcalá beim Tanz des Flamenco Festivals Caja in Madrid
- 2002 – Kritikerpreis des Jerez-Festivals für die beste Show für Fuenteovejuna
- 2003 – Preis für die künstlerische Karriere beim Festival de las Minas de la Unión
- 2003 – Welttag von Andalusien, Hommage an die Junta de Andalucía
- 2004 – Orden José Martí des Staatsrates der kubanischen Regierung

## Deutschsprachige Literatur
- Kersten Knipp: Flamenco. Suhrkamp, Frankfurt am Main 2006, ISBN 3-518-45824-8, S. 196–198.